# 마누엘 블랑코 엔칼라다

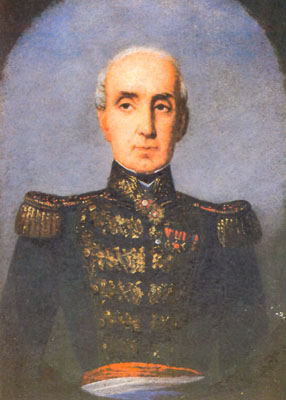
마누엘 블랑코 엔칼라다

마누엘 블랑코 엔칼라다 (Manuel José Blanco y Calvo de Encalada, 1790년 4월 21일 부에노스아이레스 - 1876년 9월 5일 산티아고)는 칠레 해군 중장 (Vice-Admiral), 정치인이자 칠레의 초대 대통령 (임시, 1826년)이었다.
에스파냐인 아버지 (Manuel Lorenzo Blanco Cicerón)와 칠레인 어머니 (Mercedes Calvo de Encalada y Recabarren)의 아들로 태어났다. 스페인 해군에서 훈련을 받았으며, 칠레 독립전쟁 동안 칠레군의 토마스 코치레인 경 밑에서 복무하였다. 그 후 1825년에 그는 칠레군 중장과 사령관 자리에 올랐으며, 칠로에섬 (Chiloé)의 점령에 참여하였다. 다음 해, 의회는 그를 새롭게 설립된 공화국의 대통령으로 선출하였다. 그는 연방 체계를 설치하려는 시도로 의회와 여러번 다투었으며 두 달내에 사임하였다.
그 후, 그는 페루 볼리비아 연합과 스페인에 대항하는 전쟁 (1865년 - 1866년)에 참여하였다. 전쟁 후 그는 발파라이소의 주지사와 프랑스 공사가 되었다.

## 역대 선거 결과
| 선거명      | 직책명        | 대수 | 정당   | 득표율 | 득표수 | 결과 | 당락             |
| ----------- | ------------- | ---- | ------ | ------ | ------ | ---- | ---------------- |
| 1826년 선거 | 칠레의 대통령 | 1대  | 무소속 | 59.45% | 22표   | 1위  | 칠레 대통령 당선 |